# Veselá, Semily
Veselá là một làng thuộc huyện Semily, vùng Liberecký, Cộng hòa Séc.